# Parcul Național „Ujście Warty”
Parcul Național „Ujście Warty” (în poloneză: Park Narodowy „Ujście Warty”) este o arie protejată de interes național ce corespunde categoriei a II-a IUCN (parc național) situată în Polonia, pe teritoriul administrativ al voievodatului Lubusz.

## Localizare
Aria naturală cu o suprafață de 80,30 km2 se întinde în extremitatea vestică a țării (în nord-vestul voievodatului Lubusz), în lunca râului Warta, până la confluența acestuia cu râul Oder.

## Descriere
Parcul „Ujście Warty” este cel mai tânăr parc național din Polonia, acesta fiind înființat la data de 19 iunie 2001 prin unificarea rezervației naturale Słońsk cu parcul natural de pasaj Krajobrazowy Ujście Warty. 
În anul 2009, în cadrul Galei Premiilor EDEN de la Bruxelles, parcul național este premiat ca destinație turistică de excelență și promovat pe site-ul oficial European Destinations of Excellence (EDEN), unde are propria pagină și un film de prezentare oferit gratuit de Comisia Europeană.

## Faună
Aria naturală reprezintă o zonă umedă (luciu de apă, mlaștini, lunci aluvionare) ce protejează și asigură condiții de găzduire și hrană pentru mai multe specii de mamifere (vidră, castor) și păsări migratoare, de pasaj sau sedentare.
Dintre păsările care populează arealul parcului pot fi amintite mai multe specii cu exemplare de lișiță (Gallinula chloropus), lăcar (Acrocephalus arundinaceus), pitulice de apă (Acrocephalus paludicola), sitar de mâl (Limosa limosa), cocor (Grus grus), buhai de baltă (Botaurus stellaris), chiră-neagră (Chlidonias nigra) sau  stârc pitic (Ixobrichus minutus). 